# Jean-Pierre Maransin
Pour les articles homonymes, voir Maransin.
Jean-Pierre Maransin, né le 20 mars 1770 à Lourdes dans les Hautes-Pyrénées et mort le 15 mai 1828 à Paris, est un général français de la Révolution et de l’Empire.

## Biographie
Jean-Pierre Maransin naît le 20 mars 1770 à Lourdes et est baptisé le même jour. Il est le fils d'Albert Maransin et de son épouse, Magdeleine Martel. 

### Sous-officier et officier subalterne
Volontaire le 13 février 1792 dans le 1er bataillon de volontaire des Hautes-Pyrénées, élu capitaine le même jour, il fait les campagnes de 1792 à l'an II à l'armée des Pyrénées occidentales. Le 3 septembre 1793, à la tête des cinq compagnies qu'il commande il repousse l'attaque du régiment d'Africa dirigée contre le camp d'Ainhoa. Il s'empare des hauteurs de Laudibart, du village d'Urdach, des magasins et de la fonderie de canons que l'ennemi a établis. Le 22 messidor an II, à la tête du 1er bataillon des Hautes-Pyrénées, il attaque le camp des émigrés dits de la légion de Saint-Simon, près de Berdaritz, s'empare de la caisse militaire de la légion et en fait la remise au général Digonet. Attaqué pendant l'action par plusieurs soldats émigrés, il en tue deux et disperse les autres à coups de sabre. Le 26 vendémiaire an III, lors de l'invasion de la vallée de Roncevaux par le général Moncey, il attaque avec 1 200 hommes et prend de vive force le château d'Irati, enlève le chantier de cette ville, brûle les magasins de la mâture royale et inflige à l'ennemi une perte de quatre millions.
Passé avec son bataillon dans la demi-brigade des Landes le 1er germinal suivant, Maransin se rend à l'armée de l'Ouest où il fait la campagne de la fin de cette année à l'an IV. Au mois de vendémiaire an IV, avec cinq compagnies de grenadiers, il défend un convoi de grains attaqué par 4 000 Vendéens commandés par Charette. Il parvient à les disperser et amène le convoi à Legé alors que le général Raoul le croit tombé aux mains de ses adversaires. Employé en l'an VI à l'armée d'Angleterre et en l'an VII à celle du Danube, il soutient le 4 floréal de cette dernière année, avec sa compagnie et quelques fuyards qu'il a ralliés, les charges de la cavalerie autrichienne et sauve les débris de la division Ferino qui a été mise en désordre, reprenant également six pièces d'artillerie. Cette action lui vaut le grade de chef de bataillon le 26 prairial suivant.
Maransin fait les campagnes des ans VIII et IX à l'armée du Rhin. Le 11 floréal an VIII, à la tête de son bataillon, il passe le premier le Rhin et s'empare de la ville de Schaffhouse. Le 20 du même mois, attaqué à Memmingen et enveloppé par une division ennemie sous les ordres du général Kray, Maransin soutient un combat de deux heures contre des forces dix fois supérieures en nombre. Il se fait jour à la baïonnette et ramène son bataillon dans les lignes françaises. Bien que blessé d'un coup de feu à la cuisse, il continue de combattre et contribue au succès de la journée. Rentré en France après la cessation des hostilités, il est employé sur les côtes de l'océan pendant les ans XI et XII.

### Officier supérieur
Major du 31e léger le 30 frimaire an XII et membre de la Légion d'honneur le 4 germinal, il est promu colonel de la légion du Midi le 27 janvier 1807 et fait partie du corps d'observation de la Gironde (devenu armée de Portugal) sous les ordres de Junot. À la bataille de Vimeiro, au moment où l'armée est obligée d'opérer un mouvement rétrograde, il se porte en avant à la tête de ses troupes et protège la retraite de l'armée.

### Officier général
Général de brigade le 8 novembre 1808, Maransin fait partie du 8e corps de l'armée d'Espagne. Baron de l'Empire le 15 août 1809, il ajoute encore à sa réputation les combats livrés le 20 juillet 1810 au col de Muladar, dans la Sierra Morena. Mis à la disposition du maréchal Ney le 1er mars pour être employé au 6e corps, il passe au 5e corps sous les ordres du maréchal Mortier le 10 avril suivant. Le 1er janvier 1811, la division dont il fait partie se met en mouvement pour se porter sur Badajoz, dont le siège a été résolu. Parti de Fuente de Cantos le 8 à la poursuite de Ballesteros qui s'est établi à Frégenal, il se trouve le 25 au combat de Los Castillejos en Andalousie où les Espagnols, après un combat de deux heures, sont contraints de battre en retraite. Le régiment de Léon résiste encore lorsque le général Maransin ordonne une charge à la baïonnette qu'il dirige personnellement. Le régiment espagnol, enfoncé et mis en déroute, entraîne avec lui le reste du corps de Ballesteros qui essuie de lourdes pertes. Poursuivi durant la nuit par le général Maransin avec les 28e léger et 103e de ligne, le général espagnol repasse sur la rive gauche de la Guadiana où il parvient à rallier ses troupes. Maransin arrive le 2 février au camp sous Badajoz. Le 16 mai de la même année, il commande une brigade de la division Girard et se distingue à la bataille d'Albuera où il est grièvement blessé. Officier de la Légion d'honneur le 20 mai, il reste à Séville pour y soigner sa blessure.
Appelé le 10 septembre suivant au commandement de la 2e division de réserve de l'armée du Midi, il fait partie de la colonne envoyée dans les Alpujarras contre la division insurgée du comte de Montejo, qui est battue et dispersée. Il pousse ensuite jusqu'à Almeiria, reconnaît la côte jusqu'à Malaga et devient gouverneur de cette province. Ballesteros s'étant avancé sur Malaga avec 5 800 hommes d'infanterie et 1 000 cavaliers, Maransin sort de cette place à la tête de 1 800 hommes et réussit après un combat de quatre heures à repousser les Espagnols. Il reçoit dans cette journée un coup de feu à travers le corps. Maransin est attaché le 6 avril 1813 à la division de cavalerie légère du corps d'armée du maréchal Soult et occupe Tolède et Illescas. Général de division le 30 mai, il demeure à la suite du quartier général et se trouve le 21 juin à la bataille de Vitoria. De cinq heures du matin à trois heures de l'après-midi il tient sa position mais face à la supériorité numérique des Alliés, il se retire et rejoint le gros de l'armée avec son artillerie.
Le 6 juillet suivant, les armées du Nord, du Centre et du Midi forment l'armée dite d'Espagne, placée sous le commandement d'ensemble du maréchal Soult. Le 16 du même mois, Maransin prend le commandement de la 6e division d'infanterie, faisant partie du centre de cette armée. Le 25, au col de Maya, il culbute le corps du général Hill et lui inflige une perte de 700 hommes et cinq canons. Il occupe avec ses troupes les camps d'Ainhoa et de Vérfi jusqu'au 5 septembre, époque à laquelle le général en chef le place à la tête de la 5e division d'infanterie qui se trouve sur l'aile gauche. Il combat vaillamment aux affaires des 9, 10, 11, 12 et 13 décembre sur la Nive et reçoit un coup de feu à l'aine gauche dans cette dernière journée. Le 27 février 1814, il se trouve à la bataille d'Orthez où il repousse l'attaque du général britannique Alten. Le 10 avril, à la bataille de Toulouse, sa division forme l'aile gauche de l'armée avec celle du général Darricau. Attaqué à sept heures du matin près de l'embranchement du canal, il parvient à conserver sa position face aux assauts répétés de l'armée anglo-portugaise.

### Fin de carrière et fin de vie

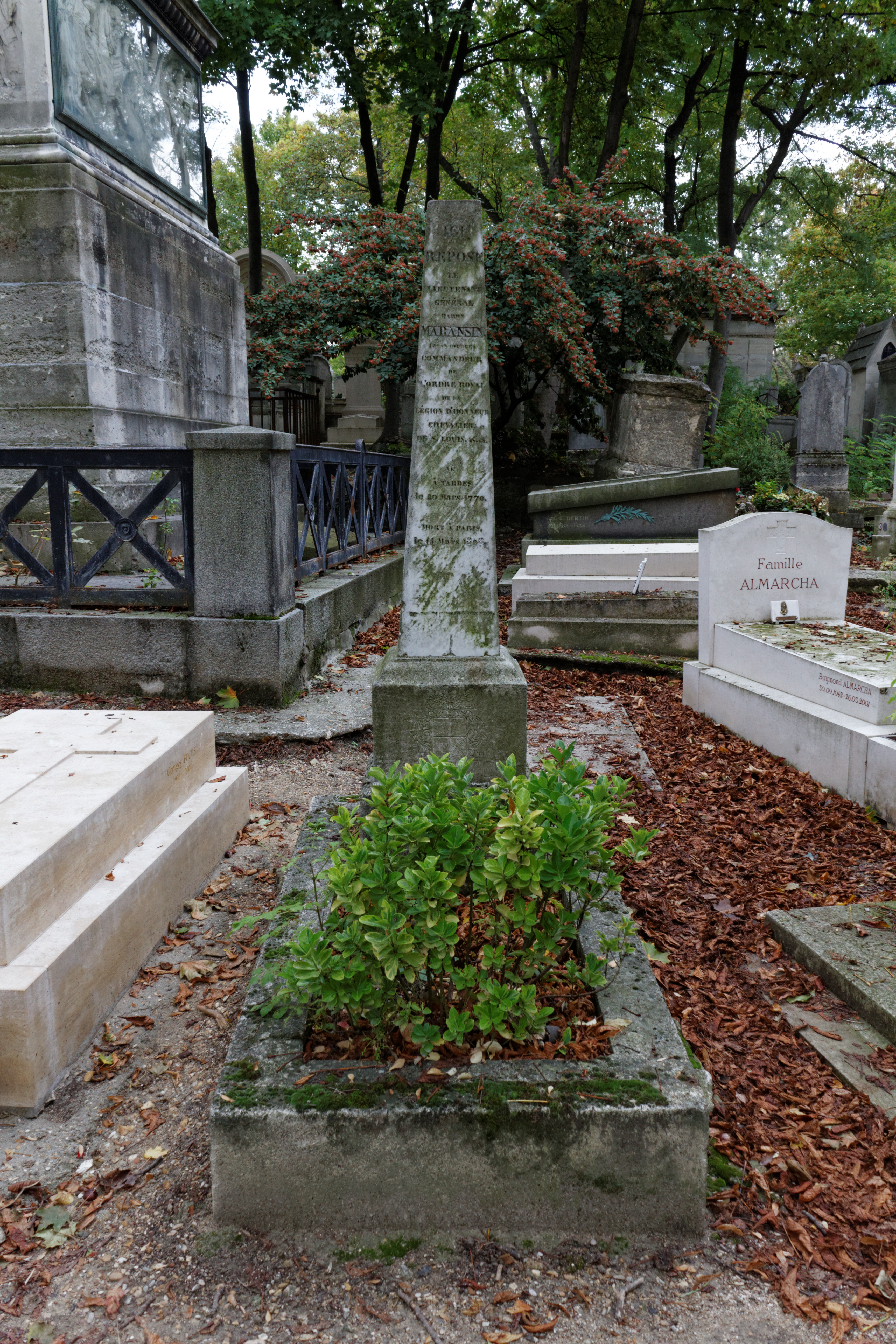
Tombe au cimetière du Père-Lachaise.

Chevalier de Saint-Louis le 24 août 1814, mis en non-activité en septembre et fait commandeur de la Légion d'honneur le 15 décembre de la même année, le roi l'emploie dans la 2e subdivision de la 10e division militaire le 15 janvier 1815. Le 10 mai suivant, l'Empereur lui confie le commandement de la 7e division de réserve des gardes nationales de l'armée des Alpes. C'est à la tête de ces troupes qu'il seconde les opérations militaires du maréchal Suchet. Commandant provisoire de la division militaire de Lyon le 2 août et mis en non-activité le 26 octobre, il est dénoncé au ministère de la Police et subit à Tarbes un emprisonnement préventif de quatre mois. Compris comme disponible dans le cadre de l'état-major général de l'armée le 30 décembre 1818 et mis à la retraite en décembre 1825, le général Maransin meurt à Paris le 15 mai 1828. Il est inhumé au cimetière du Père-Lachaise (28e division).

## Hommages
- Son nom est inscrit sur l'Arc de triomphe de l'Étoile, côté ouest.
- Son éloge a été fait par son ami Honoré Muraire (1750-1837).